# الحيوانات المدهشة
الحيوانات المدهشة هو برنامج تلفزيوني للأطفال صنعته نكلوديون التابعة لـMTV.

## قصة البرنامج
يسرد برنامج الحيوانات المدهشة مغامرات ثلاث حيوانات أليفة في صف الموسيقى وهم ليني السنجاب الغيني، وتاك السلحفاة، ومنمن البطة، التي تذهب في رحلة حول العالم لإنقاذ الحيوانات الصغيرة. وفي كل حلقة تتلقى الحيوانات الثلاثة مكالمة في صف الموسيقى التحضيري عبر هاتف مصنوع من العلب، من حيوان يطلب المساعدة، وبعدها تنتقل الحيوانات الثلاث عبر المحيط على متن القارب الطائر الذي صنعوه من ألعاب وجدوها في صف الموسيقى لمساعدة الحيوان الذي يتعرض لمشكلة. ومع أن حيواناتنا المدهشة لا تملك قوة خارقة إلا أنها تتعاون كفريق واحد لتجاوز الصعوبات ولتحقق الفوز الكبير.
المصدر:

## التاريخ
بدأ البرنامج بسلسلة من الأفلام القصيرة تدعى «مغامرات ليني الخنزير الغيني» (بالإنجليزية: "The Adventures of Linny the Guinea Pig")‏. كانت ليني تذهب إلى الفضاء وتحت الماء وحدها لإنقاذ الحيوانات، لذا أنشأ المؤلفان شخصيتا منمن وتاك، وصنعا سلسلة أطول باسم «الحيوانات الخارقة المغنية الأقوياء» (بالإنجليزية: The Super Singing Power Pets!)‏. وبعد عمل المؤلفان مع باقي عمال نكلوديون جونيور أصبحت السلسلة مسلسلاً للأطفال باسم «الحيوانات المدهشة» (بالإنجليزية: Wonder Pets!)‏.

## الهدف
يقولان المؤلفان أن هدف البرنامج هو تعلم العمل الجماعي والثقة بالنفس.

## الموسيقى
المؤلفان: «إن الأطفال يحبون الموسيقى ولذلك هي مستعملة بكثرة في الحيوانات المدهشة»

## وصلات خارجية
- الحيوانات المدهشة على موقع IMDb (الإنجليزية)
- الحيوانات المدهشة على موقع ميتاكريتيك (الإنجليزية)
- الحيوانات المدهشة على موقع ميوزك برينز (الإنجليزية)
- الحيوانات المدهشة على موقع كينوبويسك (الروسية)
- الحيوانات المدهشة على موقع ألو سيني (الفرنسية)
- الحيوانات المدهشة على موقع قاعدة بيانات الفيلم (الإنجليزية)
- في موقع نكلوديون العربية
- في موقع نكلوديون جونيور بالإنجليزية